# 焦循

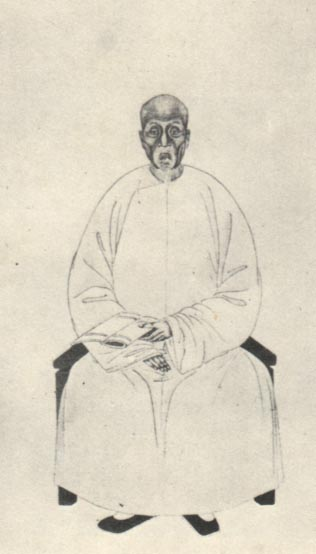
『清代学者像伝』より

焦 循（しょう じゅん、拼音: Jiāo Xún、1763年〈乾隆28年〉 - 1820年〈嘉慶25年〉）は、中国清代の学者。清朝考証学における揚州学派の主要人物。経学・易学・数学・天文暦学・地誌学・医学・文学・戯曲論など多分野に著作がある。主著に『孟子正義』『論語通釈』『易学三書』。字は里堂または理堂。

## 人物
江蘇甘泉（揚州府甘泉県、現在の揚州市）の人。易学を家学とする学者の家に生まれる。青年期から40歳まで、飢饉などにより貧困の中、友人の援助を受けつつ科挙対策や数学研究に励む。1801年（嘉慶6年）挙人となる。翌年40歳のとき、会試の不合格や母の病を機に仕官の道を諦め、隠士となる。以降、数学から易学や経学の研究へ移る。58歳のとき没する。
友人に阮元や江藩がいる。阮元とは幼馴染にあたり、その族姉を妻としている。焦循（里堂）と江藩（鄭堂）は合わせて「二堂」と呼ばれる。
伝記として、阮元『通儒揚州焦君伝』、子の焦廷琥『先府君事略』、『清史稿』巻482焦循伝がある。

## 学問
焦循の学問の特徴として、「固定化した立場を排除し融通性を重視すること」が挙げられる。例えば、焦循は考証学に属しながら、当時の考証学の硬直化（鄭玄への盲従など）を批判した。
焦循は戴震と思想傾向が類似するとされる。揚州学派の末裔である劉師培は、「戴震の学問のうち訓詁は王引之、典章は任大椿、義理は焦循に継承された」と述べている。一方で、焦循は戴震に盲従せず、戴震が漢学と宋学の区別に拘泥したことや、『論語』里仁篇の「一貫」の解釈が違うことを批判した。
数学では、戴震や梅文鼎、ケーグラー（戴進賢）の『暦象考成後編』の学風を継ぎ、中国数学と西洋数学を折衷する立場をとった。阮元の『疇人伝』（東西の数学者・天文学者の列伝）編纂に協力し、ミシェル・ブノワ（蒋友仁）『坤輿全図』の地動説に関する箇所を手伝った。著作の『釈輪』ではティコ・ブラーエの体系について、『釈楕』ではカッシーニの楕円運動について扱っている。その他、加減乗除、天元術、『九章算術』劉徽注などを扱った。
易学では、通仮字や数学的思考に基づく解釈を示した。
汪中らと同様に、先秦諸子、とくに『荀子』を再評価した。

## 主な著作

### 数学・天文暦学
- 『里堂学算記』
  - 『天元一釈』
  - 『加減乗除釈』
  - 『釈輪』
  - 『釈楕』
  - 『釈弧』
- 『開方通釈』

### 経学・易学
- 『群経宮室図』 - 礼学書。鄭玄批判を含む[24]。
- 『論語通釈』 - 戴震『孟子字義疏証（中国語版）』を踏まえて書いた[9]。
- 『易学三書』
  - 『易通釈』
  - 『易図略』
  - 『易章句』
- 『孟子正義（中国語版）』 - 『孟子』古注に対する疏[1]。劉宝楠（中国語版）『論語正義（中国語版）』の範となった[12]。
- 『六経補疏』
  - 『礼記補疏』
  - 『論語補疏』
  - 『左伝補疏』
  - 『尚書補疏』
  - 『周易補疏』
  - 『毛詩補疏』
- 『古文尚書辨』
- 『陸氏草木鳥獣虫魚疏疏』 - 『詩経』名物学の書[25]。
- 『毛詩物名釈』

### 地誌
- 『邗記』
- 『北湖小志』
- 『揚州府志』

### 医学
- 『李翁医記』
- 『沙疹吾験篇』
- 『医説』

### 文学・戯曲論
- 『雕菰集』
- 『里堂詩集』
- 『里堂詞集』
- 『仲軒詞』
- 『里堂道聴録』[26]
- 『詩話粹金』 - 詩学書。真作か定かでない[27]。
- 『劇説』 - 戯曲史料集[28][3]。
- 『花部農譚』 - 戯曲評論[2]。「花部」は乾隆年間に流行した庶民向け演劇を指し、焦循はこれを好んだ[28][29]。

### 関連文献
- 建部良平「焦循における知性への確信 : 焦循の性善説及び「述」概念解釈の再検討」『年報地域文化研究』第27号、東京大学大学院総合文化研究科地域文化研究専攻、2024年。CRID 1390018816295183488
- 濱久雄『東洋易学思想論攷』明徳出版社、2014年。ISBN 978-4896199581。
- 水上雅晴 著「焦循『論語通釈』―乾嘉期の漢学批判―」、松川健二 編『論語の思想史』汲古書院、1994年。ISBN 978-4762924705。
- 梁啓超 著、小野和子 訳注『清代学術概論』平凡社〈東洋文庫〉、1974年（原著1923年）。ISBN 4582802451。